# Zamia pumila
Zamia pumila là một loài thực vật hạt trần trong họ Zamiaceae. Loài này được L. miêu tả khoa học đầu tiên năm 1763.